# Antonio Balanzá Farinós

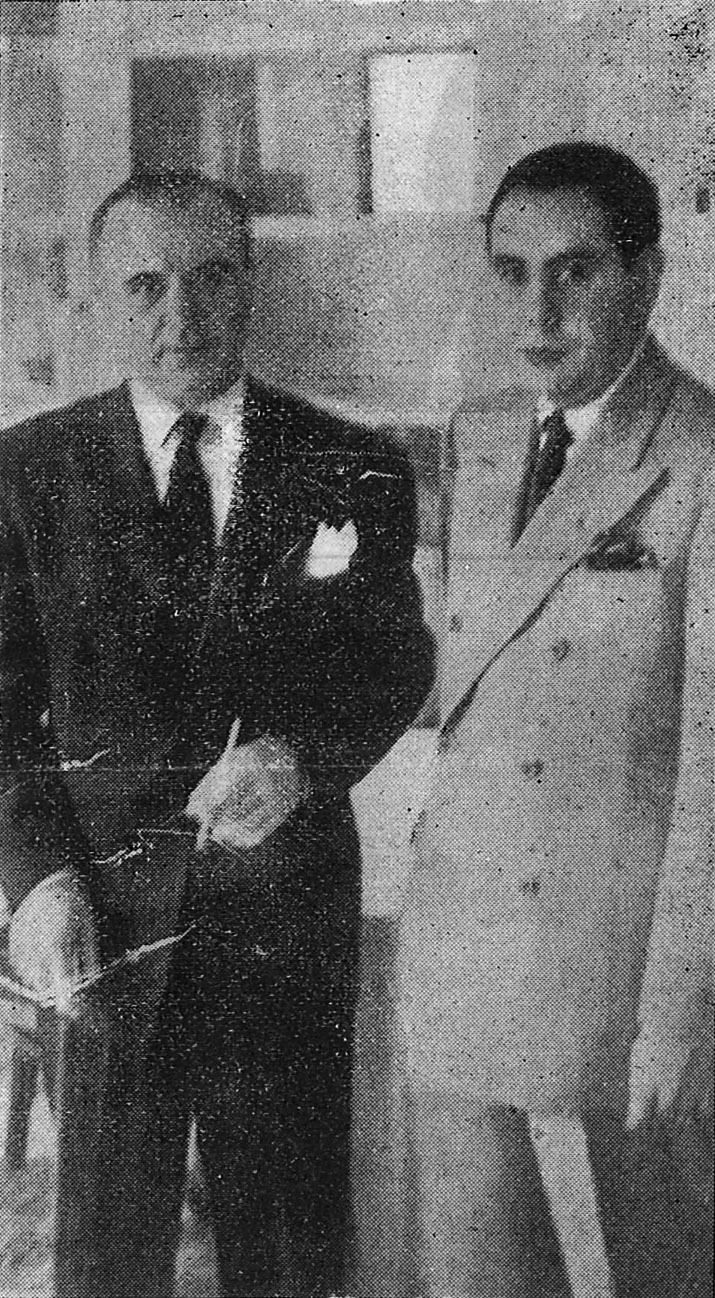
El pianista José Iturbi (izquierda) y Antonio Balanzá (derecha) en 1948.

Antonio Balanzá Farinós (Valencia, 1924 - 1988) fue un empresario de hostelería, propietario de una famosa cafetería en el centro de Valencia que había fundado su abuelo, y un gran amante de la música de jazz, que contribuyó a difundir durante años con sus artículos, programas de radio y conferencias.

## Historia
Balanzá se aficionó al jazz muy joven. Su labor en pro de esta música comenzó en la inmediata postguerra. Organizó actividades en la galería de arte Cau d'Art y sobre todo en la década de los cuarenta estuvo al frente, a veces en compañía del periodista Pepe Palau (que luego sería pionero del jazz en RTVE), de programas como Estrellas del jazz, Figuras del jazz o Hot Jazz en la emisora valenciana Radio Mediterráneo. También con Palau organizó actuaciones y proyecciones comentadas de películas musicales en las instalaciones del balneario Las Arenas.
A finales de la década de 1940 y comienzos de la siguiente Antonio Balanzá tuvo contacto frecuente con el Hot Club de Barcelona, a falta de un equivalente local, y colaboró en la revista Ritmo y melodía, revista de jazz editada en aquella ciudad que durante una etapa fue casi el órgano oficioso del Hot Club. Sus visitas a Barcelona para asistir a conciertos como el de Lionel Hampton en 1955 quedaron a veces reflejadas en crónicas publicadas por medios valencianos, como la revista Pentagrama.
Los tres hijos de Antonio Balanzá, animados por su padre, desarrollaron carreras musicales: Julio Antonio Balanzá, bajo el nombre de Bustamante (luego Julio Bustamante), que es cantante, compositor y letrista, Tico Balanzá y José Miguel Puchi Balanzá, estos dos últimos percusionistas vinculados a los círculos del pop valenciano (Puchi Balanzá fue miembro de Vídeo y toca en Los Inhumanos).